# Монтевідео (Міннесота)
Монтевідео (англ. Montevideo) — місто (англ. city) в США, в окрузі Чиппева штату Міннесота. Населення — 5398 осіб (2020).

## Географія
Монтевідео розташоване за координатами 44°57′1″ пн. ш. 95°42′55″ зх. д. / 44.95028° пн. ш. 95.71528° зх. д. (44.950165, -95.715382).  За даними Бюро перепису населення США в 2010 році місто мало площу 12,58 км², з яких 12,34 км² — суходіл та 0,24 км² — водойми.

### Клімат
| Клімат : Монтевідео     | Клімат : Монтевідео | Клімат : Монтевідео | Клімат : Монтевідео | Клімат : Монтевідео | Клімат : Монтевідео | Клімат : Монтевідео | Клімат : Монтевідео | Клімат : Монтевідео | Клімат : Монтевідео | Клімат : Монтевідео | Клімат : Монтевідео | Клімат : Монтевідео | Клімат : Монтевідео |
| Показник                | Січ.                | Лют.                | Бер.                | Квіт.               | Трав.               | Черв.               | Лип.                | Серп.               | Вер.                | Жовт.               | Лист.               | Груд.               | Рік                 |
| Абсолютний максимум, °C | 20                  | 16                  | 26                  | 32                  | 40                  | 39                  | 41                  | 38                  | 40                  | 33                  | 23                  | 17                  | 41                  |
| Середній максимум, °C   | −6                  | −4                  | 2                   | 12                  | 20                  | 25                  | 28                  | 27                  | 22                  | 15                  | 3                   | −3                  | 11,8                |
| Середня температура, °C | −11                 | −9                  | −2                  | 6                   | 13                  | 18                  | 21                  | 20                  | 15                  | 8                   | −1                  | −7                  | 6,0                 |
| Середній мінімум, °C    | −16                 | −15                 | −7                  | 1                   | 7                   | 12                  | 15                  | 14                  | 9                   | 2                   | −6                  | −12                 | 0,4                 |
| Абсолютний мінімум, °C  | −38                 | −38                 | −35                 | −20                 | −6                  | 0                   | 3                   | 0                   | −6                  | −18                 | −30                 | −37                 | −38                 |
| Норма опадів, мм        | 10                  | 10                  | 30                  | 50                  | 70                  | 100                 | 70                  | 90                  | 70                  | 30                  | 20                  | 10                  | 560                 |
| ----------------------- | ------------------- | ------------------- | ------------------- | ------------------- | ------------------- | ------------------- | ------------------- | ------------------- | ------------------- | ------------------- | ------------------- | ------------------- | ------------------- |
| Джерело:                |                     |                     |                     |                     |                     |                     |                     |                     |                     |                     |                     |                     |                     |

## Демографія
Згідно з переписом 2010 року, у місті мешкали 5383 особи в 2326 домогосподарствах у складі 1404 родин. Густота населення становила 428 осіб/км².  Було 2510 помешкань (200/км²).
Расовий склад населення:
| - 92,0 % — білих - 0,7 % — корінних американців - 0,6 % — чорних або афроамериканців - 0,5 % — азіатів - 4,6 % — осіб інших рас |

До двох чи більше рас належало 1,5 %. Частка іспаномовних становила 8,4 % від усіх жителів.
За віковим діапазоном населення розподілялося таким чином: 23,4 % — особи молодші 18 років, 56,3 % — особи у віці 18—64 років, 20,3 % — особи у віці 65 років та старші. Медіана віку мешканця становила 41,0 року. На 100 осіб жіночої статі у місті припадало 88,7 чоловіків;  на 100 жінок у віці від 18 років та старших — 86,0 чоловіків також старших 18 років.
Середній дохід на одне домашнє господарство  становив 55 004 долари США (медіана — 43 906), а середній дохід на одну сім'ю — 68 260 доларів (медіана — 59 674). Медіана доходів становила 52 024 долари для чоловіків та 30 064 долари для жінок. За межею бідності перебувало 16,9 % осіб, у тому числі 30,1 % дітей у віці до 18 років та 10,4 % осіб у віці 65 років та старших.
Цивільне працевлаштоване населення становило 2696 осіб. Основні галузі зайнятості: освіта, охорона здоров'я та соціальна допомога — 23,7 %, виробництво — 18,7 %, мистецтво, розваги та відпочинок — 11,2 %, будівництво — 7,4 %.